# Treron waalia
El vinago waalia o vinago de Waalia (Treron waalia) es una especie de ave en la familia Columbidae, es propia de África y el oeste del Medio Oriente.
Es una especie de ave frugívora que se especialiaza en alimentarse de una única especie de higo, Ficus platphylla.

## Distribución y hábitat
Se la encuentra en Benín, Burkina Faso, Camerún, República Centroafricana, Chad, República Democrática del Congo, Costa de Marfil, Yibuti, Eritrea, Etiopía, Gambia, Ghana, Guinea, Guinea-Bissau, Kenia, Mali, Mauritania, Níger, Nigeria, Omán, Arabia Saudita, Senegal, Somalía, Sudán, Togo, Uganda, y Yemen.